# 彼爾德伯格會議
畢德堡會議（英語：Bilderberg Meeting），又译畢德堡俱樂部、彼德伯格会议，是世界級的年度非官方會議，與會者介乎120－150位，參加者多為商業、媒體及政治精英，参会者可以利用会议上所得到的訊息，但是不得提及来源。这一做法的目的是为了促进坦诚交流并维护隐私，但也导致了阴谋论的产生。此會議每年召開卻拒絕任何媒體採訪，也不透露任何開會內容，並在開會地點動用大量軍警維安人員阻擋外界靠近，各國主流媒體也不報導這場會議，十分神秘。

## 歷史
「畢德堡俱樂部」由已遜位的荷蘭女王的父親贝恩哈德亲王于1954年創立，以彌合歐洲與美國之間日趨擴大的裂痕，由於首次會議在荷蘭的一家名為畢德堡的旅館舉行，故往後每年的同類活動被稱為「畢德堡俱樂部」或「畢德堡會議」。
1976年记者戈登特日尔因发表了一篇相关文章被《金融时报》解雇。1998年，一名苏格兰记者发表了报道，被拘留。1999年末，当年年会的备忘录泄露。

## 組織與成員
畢德堡俱樂部的性質極其神秘，俱樂部內設一個領導委員會，由北約前秘書長洛德·彼特擔任主任一職，所有出席者都經由領導委員會挑選，因此出席者都是權傾一方或是富甲天下的人士，已知的出席者包括美國財長蓋特納、前美國總統比爾·克林頓、世界銀行行長羅伯特·佐利克、殼牌石油和諾基亞總裁約瑪·奧利拉及美國前國務卿亨利·基辛格。在亞洲方面，中華民國第7-9任總統李登輝曾於1994年參予該會議。現時中國已知曾參與的成員只有外交部副部長傅莹（2011年），而過往俱樂部曾經向兩位中國代表發出旁聽的邀請，但身份被保密，到後來才知道他們分別是前博鰲亞洲論壇秘書長龍永圖（2004年）和中國戰略與管理研究會副秘書長張毅（2006年）。刘鹤、黄益平（2014年）、崔天凯（2017年）也曾被邀請。